# هو سون-هوی
هو سون-هوی (انگلیسی: Ho Sun-hui؛ زادهٔ ۵ مارس ۱۹۸۰) بازیکن فوتبال اهل کره شمالی بود.
وی همچنین در تیم ملی فوتبال زنان کره شمالی بازی کرده است.